# El Camino Angosto
El Camino Angosto es un lugar designado por el censo ubicado en el condado de Cameron en el estado estadounidense de Texas. En el Censo de 2010 tenía una población de 253 habitantes y una densidad poblacional de 301,49 personas por km².

## Geografía
El Camino Angosto se encuentra ubicado en las coordenadas 26°6′42″N 97°38′38″O / 26.11167, -97.64389. Según la Oficina del Censo de los Estados Unidos, El Camino Angosto tiene una superficie total de 0.84 km², de la cual 0.84 km² corresponden a tierra firme y (0%) 0 km² es agua.

## Demografía
Según el censo de 2010, había 253 personas residiendo en El Camino Angosto. La densidad de población era de 301,49 hab./km². De los 253 habitantes, El Camino Angosto estaba compuesto por el 81.82% blancos, el 0% eran afroamericanos, el 0% eran amerindios, el 0.4% eran asiáticos, el 0% eran isleños del Pacífico, el 16.6% eran de otras razas y el 1.19% pertenecían a dos o más razas. Del total de la población el 94.86% eran hispanos o latinos de cualquier raza.